# 架勢堂
架勢堂為商業電台的節目，主持為森美及小儀，節目助理為王郁，節目監製為光仔，節目助理監製及節目配樂為阿金。由2005年1月17日至2009年4月24日期間，逢星期一至五22:00-00:00於商業二台播放，播放其間收聽率一直維持極高水平，被很多網民評為商業二台叱咤903的皇牌節目。節目結束後主持人轉而主持早霸王。

## 節目環節

### 每日在下午11時後播放的環節
於吳日言加入架勢堂後(已離開)，節目環節有所改變

#### 星期一

##### 潮撐型In Rave
清談環節，此環節的目的相信是基於兩位主持人有年齡的分野，故此環節有助了解不同年代最新潮的文化，衣著等。

#### 星期二

##### 你知道唔知道（暗戀版）
聽眾打電話上來告訴自己暗戀的人的名字之後在由主持人（森美和小儀）打電話給那被暗戀的人要他猜暗戀他的人是誰，藉此傳達愛意。

#### 星期三

##### 拆祠堂
聽眾需準備一個問題挑戰小儀，若小儀答案錯誤則由森美作答。兩者皆答錯則由兩位主持人發問問題，若成功答問題便勝出。每次答不到問題便當作「被拆祠堂」。拆祠堂原本每逢週二播出，曾經停播一陣子，重新做回22:00-00:00時段時改為星期四播出。在吳日言加入和離開架勢堂之後，此環節改為星期三播出。此環節是『森美小儀山寨王』中的補習天王的進化版。
直至2006年3月13日，小儀被拆祠堂73次，森美被拆祠堂32次。環節於2005年初開始播放的時候，曾表示被拆祠堂100次時會有所懲罰，但經歷一年後仍然未達此數目，主持人亦可能有所遺忘。
當被聽眾「拆祠堂」後，最初決定送給該聽眾100隻光碟，之後改為影碟或其他。
而每次森美小儀歌劇團即將展開時都會改為送出該年劇目的海報。
本來由森美陪同勝出者觀看電影一次，現在會改為送出森美自資出版的森之詩集一本。

#### 星期四

##### 屎橋王
接聽小學生的煩惱，然後會提供解決問題的建議。該聽眾會選出最不濟（屎）的建議。王郁都會加入討論。

小學雞名單:
呀芷
din

#### 星期五

##### 名人堂／講乜鬼／識食勝也
- 於逢星期五23:00後播出
- 註：城市傳聞（名人堂：雲海篇）會特別在22:30提早播出。

嘉賓有：
| 嘉賓            | 環節名稱      |
| --------------- | ------------- |
| 雲海            | 城市傳聞      |
| 蘇民峰          | 咁好命        |
| 塔羅牌專家JOYCE | 塔羅嬌娃JOYCE |
| 少年食神Michael | 識食勝也      |

###### 城市傳聞（名人堂：雲海篇）
城市傳聞是專門談論流傳於城市的怪聞，主持人除了會挑選某些重大的傳聞做特別環節外，並邀請作家陳雲海（筆名雲海）講一些香港和世界各地的城市傳聞和奇怪事件。現時大約每隔一個月就有一次城市傳聞。

###### 咁好命（名人堂：蘇民峰篇）
咁好命是為聽眾看有關玄學上的問題，亦會請堪輿學家蘇民峰來講解他們的命運。現時大約每隔一個月就有一次咁好命。

###### 塔羅嬌娃JOYCE（名人堂：占卜師Joyce Kung篇）
為各位聽眾以塔羅解答愛情、健康、事業的煩惱！

###### 神出鬼沒Special-講乜鬼
講乜鬼是一個談論鬼故事與怪異事件的環節，主持人並會邀請聽眾致電分享自己曾遇過或聽聞過的怪事或鬼故事。現時大約每隔一個月就有一次講乜鬼。

###### 識食勝也
此環節會邀請少年食神Micheal 為主持人準備食物，並預備於不同地方買的同一款食物，考驗主持人的味覺。

### 廣告後播出的環節

#### 點先為之架勢堂
「點先為之架勢堂」通常於廣告後播出，由王郁主理，王郁每次會讀出一個世界各地「架勢」的事和人。例如血型的「架勢」之處是，除了有ABO型血外，世上還有P型血和極少有的孟買表現型。

#### 小小Silent禮
「小小Silent禮」是聖誕節特設的環節，和「點先為止架勢堂」一樣，是由王郁主理。王郁在環節中會說出聖誕節的鮮為人知的知識。

## 以往節目的環節

### 以往的小遊戲

#### Boom Boom Boom Boom Boom
每日都有的環節，於開始時各人會宣佈各人所設計的受罰方法，而「boom boom boom boom boom」的玩法是其中一個類別，如職業、國家等，接著由其他人說出該類別的一項，之後該人會再說出另一個項目（項目可以重複），直至其中一人接不上、重複或者答錯為止，累積輸三的一方要受罰，然後抽出要受罰的方法。此遊戲是源自早期另一個節目《森美小儀山寨王》而來的。

#### Hit-Hot Hong Kong
Hit-Hot Hong Kong 最早出現於架勢堂是2006年2月7日，當時只在星期二播放，用途是為拆祠堂作熱身運動，之後在2006年2月21日才開始每天進行，是唯一於週一至週五皆會出現的環節。
玩法是由節目的控制員出題目及發問，開始時需要講"Check this out"，發問者會以Rap形式問問題，再由主持以Rap形式答問題，必須快速時間答出問題的答案，不可浪費時間思考。亦不可重複問題。此遊戲是源自早期另一個節目《森美小儀山寨王》而來的。而由於好多香港人將"Hip-Hop"講左做"Hit-Hot"，所以森美將環節名稱改成"Hit-Hot Hong Kong"。
每天每位主持人都有10題問題，難度慢慢加深，答錯或不能第一時間答出答案為輸，即時停止作答，因此第10題題目難見天日。
答題較多者為勝出當天的局數。若題數相同則當作和，該天局數不作計算。每週五會計算2位主持人各自勝出的局數。勝出局數較多者勝出。若局數相同則計算一週內答對的總題數。較多者勝出。落敗者需於星期五結束時Rap出一首預設的歌。
註：若一主持能一次答對10條題目，落敗的一方需要即時Rap出歌曲。
（有時候，若果兩名主持分別因個別理由不能主持節目，則會由另一位主持余迪偉（迪偉）接替補上。）

##### 以往Hit-Hot Hong Kong 的戰績（直至2008年4月23日）
| 日期           | 參加者         | 要rap的歌曲                                      |
| -------------- | -------------- | ------------------------------------------------ |
| 2006年3月3日   | （森美VS小儀） | 森美rap - 霍元甲                                 |
| 2006年3月10日  | （森美VS小儀） | 森美rap - 雙節棍（原唱者周杰倫）                 |
| 2006年3月17日  | （森美VS迪偉） | 迪偉rap - 雙節棍                                 |
| 2006年3月24日  | （森美VS迪偉） | 森美rap - 鬥牛（廣東話）                         |
| 2006年3月31日  | （森美VS小儀） | 森美rap - 鬥牛                                   |
| 2006年4月7日   | （森美VS小儀） | 森美rap - 明天我要嫁給誰（原唱者周麗淇）         |
| 2006年4月14日  | （森美VS小儀） | 森美rap - Heartbreaker（原唱者衛詩）             |
| 2006年4月14日  | （森美VS小儀） | 森美rap - 明天我要嫁給誰（現場即時唱給周麗淇聽） |
| 2006年4月21日  | （森美VS小儀） | 小儀rap - 雙截棍                                 |
| 2006年4月28日  | （森美VS小儀） | 森美rap - 極速（原唱者鄭伊健）                   |
| 2006年5月3日   | （森美VS迪偉） | 迪偉rap - 明天我要嫁給誰（替工，只計單日成績）   |
| 2006年5月5日   | （森美VS小儀） | 小儀rap - Heartbreaker                           |
| 2006年5月12日  | （小儀VS迪偉） | 小儀rap - 明天我要嫁給誰                         |
| 2006年5月15日  | （小儀VS迪偉） | 迪偉rap - 鬥牛、極速（替工，只計單日成績）       |
| 2006年5月26日  | （森美VS小儀） |                                                  |
| 2006年6月2日   | （森美VS小儀） | 小儀rap - 愛是懷疑（原唱者陳奕迅）               |
| 2006年6月6日   | （森美VS迪偉） | 迪偉rap - 愛是懷疑（替工，只計單日成績）         |
| 2006年6月9日   | （森美VS小儀） | 小儀rap - 球迷奇遇記（原唱者李克勤）             |
| 2006年8月18日  | （森美VS小儀） | 小儀rap - 456Wing（原唱者6Wing@FAMA）            |
| 2006年8月25日  | （森美VS小儀） | 森美rap - My Humps（原唱者Black Eyed Peas）      |
| 2006年9月1日   | （森美VS小儀） | 森美rap - My Humps（原唱者Black Eyed Peas）      |
| 2006年9月15日  | （森美VS小儀） | 小儀rap - Outcast                                |
| 2006年9月22日  | （森美VS小儀） | -                                                |
| 2006年9月29日  | （森美VS小儀） | 森美rap -                                        |
| 2006年10月6日  | （森美VS小儀） | 小儀rap -                                        |
| 2006年10月20日 | （森美VS小儀） | 森美rap - 成魔之路                               |
| 2007年1月26日  | （森美VS小儀） | 森美rap - 四人遊（原唱者方大同、薛凱琪）         |
| 2007年4月20日  | （森美VS迪偉） | 迪偉rap - 山歌（原唱者側田、吳雨霏）             |
| 2008年4月22日  | （小儀VS迪偉） | 迪偉rap - 廿四味                                 |
| 2008年4月23日  | （小儀VS迪偉） | 迪偉rap - 2050（原唱者盧冠庭）                   |
| 2008年4月24日  | （小儀VS迪偉） | 迪偉rap - 2050（原唱者盧冠庭）                   |

截至2008年4月24日，小儀的成績為13勝6負，森美的成績則為8勝10負，而迪偉的成績為2勝8負。

#### 押韻詞神夾夾甲
「押韻詞神夾夾甲」的玩法是主持人先以三個字的中文詞語或語句作為開頭，其他主持人需要以這個詞語或語句的最尾一字的韻為準，創作出合韻的三字詞，每一位主持人輪流創作，直至其中一人接不到為止。這個遊戲有一定的限制，例如當中的詞語或語句不可含有英文等，也不能重複三字詞及由下家提出上家有問題。遊戲的負方會喝魚肝油作為懲罰。接不到的人開始時可隨意創作三字詞，但之後要跟隨之前的詞語的最尾一字的韻創作。

### 以往於23:00後播放的環節

#### 星期一

##### 乜都講
- 逢星期一23:00後播出。

每星期的「乜都講」都有不同的主題，歡迎聽眾一同分享，多數為與生活息息相關的話題。

#### 星期二

##### 幾錢飛
- 逢星期二23:00後播出。
- 每晚都會討論一套在香港發映的電影，PA王郁亦會開咪討論。
- 討論後，每位主持都會說出自己看這套電影的戲票價錢及自己認為套戲值多少價錢，並作比較。
- 主持分享後，會接聽眾電話，分享意見。

##### 星級大對決
- 逢星期二23:00後播出。
- 邀請嘉賓上節目，並玩遊戲環節「Is a 反」及boomboomboomboom。
- 嘉賓名單:
- 2006-09-19: 陳小春
- 2006-09-26: 艾粒
- 2006-10-03: 傅穎，楊愛瑾
- 2006-10-10: 吳日言
- 2006-10-17 : 郭偉亮

###### Is a 反
- 本遊戲將一段標準聲帶反轉
- 玩家要唱出反轉了的聲帶
- 並玩家唱出反轉的版本再反轉
- 看看能否還原成標準聲帶一樣
- 本遊戲在早霸王中再次使用。

#### 星期三

##### 你知道唔知道（小孖俠絕交版）
聽眾打電話上來告訴自己絕交的人的名字之後在由主持人（森美和小儀）打電話給那被絕交的人要他／她猜絕交他／她的人是誰。

##### 耳王十四一心
逢星期三23:00後播出
「耳王十四一心」加起來是一個「聽」字。玩法是首先將主持的耳機關掉，首兩局由聽眾致電電台（1872903-905）開出一條題目，第三局的題目由阿金決定。決定題目後便會開始接聽聽眾電話，聽眾需要用口技模仿該題目所發出的聲音，不可以用語言。較快猜出題目者為勝。三局中勝出較多局的為勝，敗者需將其名下的Fans（支持者）中分一定數目（遊戲開始前決定）予勝者，主持會詢問其中一個Fans的意願，如不願意過檔，則抽籤決定。
自2007年7月18日起，耳王十四一心經已轉了玩法。

##### Yes or No 2
Yes Or No 2 是以前『森美變態樂園』的其中一個環節。曾在星期三播出，後改為星期五。
每星期也會設定一個題目，再請10位相關的聽眾，到節目中進行訪問，原意是為了節目中今位主持人問一些假設性問題，若10人中有2人符合便是勝出，但往往訪問完畢後節目已經完結。
- 2006-09-15  - 校園DJ及webj
- 2006-09-22  - 儲玩具的人
- 2006-09-29  - 鐘意影相的人

##### Sweet Dream Wednesday 甜夢星期三
於2006年9月13日開始逢星期三播放，是節目中較為抒情的一個環節。玩法是聽眾先說出他／她想對愛人所說的話。然後「電腦」會根據所說的內容、語調等來播出一首歌。歌全是情歌，但有抒情作品（如：每天愛你多一些）與激情作品（如：誓要入刀山）之分。
據森美所說，有伴侶的參與會獲得較大機會有抒情作品。
由第二次（即2006年月20日）起，增設傷心者道歉專綫，據森美所說，此專綫是100%會播出抒情作品。
本環節於2006年2月27日定為最後一集。

#### 星期四

##### 小學雞
- 於逢星期四23:00後播出
- 每晚會邀請小學一至六年級的學生向主持發問一條問題
- 主持答對問題，會獲得該年級的分數。答錯則倒扣分數。一年級得一分，二年級得兩分，如此類推。
- 最後，類積分數較多的主持勝出。

##### 講乜鬼
跟現有的講乜鬼差不多，並曾於2005年2月17日首次邀請作家陳雲海（筆名雲海）作嘉賓講解‘未來預言者John Titor’，之後定時相隔一個月便會再次邀請雲海講解其他怪異故事。
- 本來城市傳聞是講乜鬼其中一個環節，不過於出現疑似撞鬼後成為獨立成為一個環節。
- 2005年5月12日，更出現怪聲，節目重溫次數破記錄。

由於再次出現怪聲，主持人決定暫時停止該環節，日後才再重開。
- 據分析，當晚的怪聲極有可能是那位聽眾做出來。以狗吠聲作掩飾，令森美小儀信以為真。

##### 城市傳聞
跟現有的城市傳聞差不多，他們還嘗試過親身到現場查探（例如：親身到某商場女洗手間採訪。）
本來城市傳聞是講乜鬼其中一個環節，不過於出現疑似撞鬼後成為獨立成為一個環節。

#### 星期五

##### 咁好命
節目初期每逢星期五播放。每週都會請不同的嘉賓（多是森美小儀的明星好友及其他藝人），嘉賓需先和森美小儀玩「十五或三十條問題全部渣」，以便聽眾更了解他們。及後便會請堪輿學家蘇民峰來講解他們的命運。
由於蘇民峰引退，而且森美認為“會接受訪問的嘉賓都已經接受訪問”，決定於2006年3月24日本環節暫停請嘉賓，最後一位嘉賓為楊愛瑾（Miki）
2006年4月14日起一度改由1位塔羅牌專家及1位占卜家為聽眾解決暗戀問題。為聽眾推測示愛會否成功。是‘你知道唔知道’的進化版。占卜後聽眾可以決定是否打給暗戀對象，若打電話的話2位節目主持人會詢問被暗戀者估進人暗戀他／她。若可以說出聽眾名字的話，兩者則可於大氣電波中通話。
後來，此環節再度請來蘇民峰及塔羅牌專家來為大家解答命理上的問題。

### 以往的其他環節

#### 唔係AR FA楊lover
聽眾打電話大談自己的愛，並由歌手聽楊千嬅講述她的愛。

#### 架勢十大
於逢星期五播放，原名香港十大，每週都會設立一個投票選舉，由聽眾打電話提名20個選擇，在架勢堂的網頁中待聽眾選出十大。
當日，森美、小儀將該投票結果的十大寫在咭上後，然後各抽取5張，每人根據自己估計牌於十大的排名，以不同的謀略，每回合各出一張，一共5回合，排名高者贏取該回合，勝出回合較多者勝出當日比賽。
投票主題：
- 2006年5月29日 至 2006年6月2日  我最喜愛的點心
- 2006年6月2日 至 2006年6月9日  我覺得最性感的女藝人（原名：我最想非禮的女藝人，於07/06/2006被刪除。）
- 2006年6月9日（停播前最後一集）香港十大名勝

#### 15/16架勢王
為電視節目15/16的電台延續版，於架勢堂節目內播出，但後來因為架勢堂的商台投票風波下，架勢堂停播，所以15/16架勢王亦因而停止。

### 廣播劇

#### 森之愛情
森美有感其節目應加入一廣播劇，而聖誕節亦將近，因此便以聖誕節作為他首個個人廣播劇的題材，內容圍繞愛情，有喜有悲，而每晚的故事互相沒有關聯，為獨立單元故事。
此廣播劇的演員只有男主角森美，女主角王菀之及大配角小儀3人，為增加劇中對情的表達，森美更請來一名叫嵐詩（譯名）的少女與他一同編劇，此劇混音為王郁。
此廣播劇一反森美個人的風格，搞笑成份偏低，氣氛營造為多。
此廣播劇部分單元故事被改編成電視劇《森之愛情》，並於無綫電視翡翠台逢星期日晚上播出。（已播完）

#### 森之愛情2：電燈膽
鑑於森之愛情深受歡迎，所以森美在情人節推出第二集。
故事講及一對孖生兄弟：梁日曦、梁月星（兩角均由森美聲演）同時愛上了Stephy（由鄧麗欣聲演）的一段故事。
在2月14日開始播出，於2月23日完結。
同時於my903.com （页面存档备份，存于）重播。

## 特別環節

### 元旦

#### 我都做得到
於每年的1月1日播放。

### 聖誕節

#### You are not alone
於每年聖誕節播放。兩位主持人接一個人過聖誕的聽眾上來，說出自己一個人過的原因，就可以抽出一份由森小送出的聖誕禮物，與森小一起渡過聖誕夜。

#### 禮物循環再做
於每年的拆禮物日（Boxing Day）播出。由於聖誕節交換禮物，經常會抽到一些無用的禮物。森美小儀由此設立這環節，讓聽眾透過此環節交換禮物。

### 元旦除夕

#### 08再來一個
於2007年12月31日播放。兩位節目主持人會聯同聽眾回歸2007年發生過的大事，討論那些事要在2008年要再做多一次。最後再會跟節目助理王郁、節目助理監製阿金和operator阿傑說出新年願望，並倒數2008年的來臨。

#### 903零八節目回顧
於2008年12月31日播放。邀請大部份叱咤903唱片騎師上節目，包括吳君如、謝茜嘉、占、Donald、細So、Mini、Vani 、林海峰、鄒凱光、朱薰、Leo、阿喱、余迪偉、梁文禮、陳強、E、WING、王郁、Bu、急急子、王貽興，一起回顧2008年各節目的大事，並展望2009年，最後所有人一起倒數。

## 非議

### 架勢堂「我最想非禮的香港女藝人」投票風波
2006年6月2日節目中的一個環節－香港十大，推出「我最想非禮的香港女藝人」為題供聽眾投票。這事引來公眾的極大回響，認為其字眼有辱女性，同時亦導致軒然大波，而社會和政府亦廣範關注。11個婦女團體代表，到影視及娛樂事務管理處和平機會遞交1046個市民簽名，投訴節目踐踏女性尊嚴，要求平等機會委員會介入調查。
其後主持人於記者會中表示這是由於大眾誤解題目，引來東方日報痛斥此行為，表示主持人拒絕道歉犯眾憎。因此最後於6月4日於網頁發表道歉聲明。亦把題目由「我最想非禮的香港女藝人」改為「我覺得最性感的香港女藝人」。
港府高層亦開會討論事件，而教育統籌局局長李國章更致函廣播事務管理局主席馮華健表達不滿，指該投票題目放上網5天才更正，已經造成破壞。他又指，非禮為嚴重刑事罪行，指有關活動不負責和不能接受，「以青年人和公眾為對象的電台節目，不應煽動、鼓勵和教唆他人犯罪和違反道德的行為。」李國章指，不評估商台是否違反牌照規定，但要求廣播事務管理局跟進研究，並譴責應負責任一方。
廣播事務管理局收到196宗投訴，批評有關選舉引人犯罪、侮辱女性、敗壞社會風氣和鼓吹性暴力等 ，局方會進一步研究，商台有否違反牌照和《電台業務守則》。平機會亦收到一宗市民投訴，主席鄧爾邦表示，年輕人節目絕不應貶低女性，亦即令本港半數人口受辱蒙羞，「我們一直與大專院校合作，在校園舉辦多個防止性騷擾的活動。可惜，像《架勢堂》這樣的節目令我們的工作更加艱巨。」明光社總幹事蔡志森亦批評節目敗壞風氣，但最嚴重是連女藝人和社會人士都不覺有問題，「她們還覺只是玩，沒有問題，社會價值觀會被潛移默化，亦同時貶低男性，以為男士是色情狂，當局應以正視聽。」
2006年6月7日，商台發出公告，宣佈《架勢堂》節目將於6月12日至8月11日停播2個月。由於節目監製及主持人森美和小儀過往工作良好，商台決定安排他們停薪留職2個月，期間不可接受任何新的兼職，包括森美和小儀有份主持的無綫遊戲節目《15/16》。公告發出後，外間對今次事件仍爭論不休，意見呈正反兩極。少數較激進的市民則認為有關懲罰並不足夠，應該考慮刑事起訴森美、阮小儀等相關人士及商台高層，並判他們長期監禁及對商台作出重罰。另一方面則有森美和阮小儀的支持者發起網上簽名運動，聲援森美和阮小儀。在10天內收得25,000個留言。
樹仁大學新聞及傳播學系主任梁天偉，在港台一節目中指森美繼續在中文大學新聞與傳播學院兼職任教電台製作乃是「不妥當」後，2006年6月10日，中大表示就事件經過內部商討及與森美討論後，決定森美在2006－2007年度不再任教。
森美於6月2日的架勢堂曾叫聽眾不要非禮。他曾說：「發夢啦你，你想非禮啲女藝人，你諗下好啦！」（你希望非禮女藝人，想想就好了，不要真的去做。）。之後森美接受多個訪問，均稱自己當時用錯非禮二字，絕非有意影響年輕人的思想。

### 512事件
當時吳日言剛剛失掉公司Silly Thing的合約，前路茫茫，所以森美誠邀她在2008年7月21日開始擔任節目的主持人，又希望多加一個人會令節目多點生氣。但在7月15日公佈這消息後，眾多架勢堂聽眾在My903交流區表示不滿意這決定和批評吳日言主持節目的話題缺乏趣味，而引起支持的聽眾與反對的聽眾在My903交流區展開罵戰。
在2008年7月16日架勢堂的主持人森美小儀回應這次事件，森美表示是高層的命令，但有聽眾認為森美的回應有疑點。有網民認為森美幫吳日言講好話，也有人認為森美因此在節目中對聽眾「單單打打」，令聽眾感到失望。

## 軼事
- 因森美及小儀於無線電視主持的節目15/16於2006年5月29日起改由星期一至星期五22:30-23:00播出，為免影響兩個節目的收視率或收聽率，節目曾改由00:00-02:00播出。

- 鑑於主持人之一小儀經常在節目中「大發雷霆」，因而經常被森美取笑為「火儀」，初時森美於小儀「發火」後只是說：「火儀呀！」之後森美不只叫小儀作火儀，還叫她作姑媽。

- 2006年6月7日，由於受投票事件影響，商業電台宣佈節目由6月12日起停播2個月，本節目時段改由大鐵人123代替，直至8月14日復播。

- 森美更於2007年7月13日節目中表示聽眾如於my903.com forum中的名字有「森美」二字的話，將會每個名字捐5元到商台節目有誰共鳴。結果，一聲令下便有1000多人改名，令森美「大失預算」。

- 2007年9月17日至9月28日，因森美小儀歌劇團關係，本節目時段改由返埋嚟 903代替。

- 由於小儀於2007年11月12日至25日放假。將由吳日言（Yan）代替與森美主持11月12日至23日的節目。

- 2008年11月17日至11月25日由於小儀再次外出渡假，這數天由唐素琪、HotCha、江若琳代替主持。
- 2009年1月6日由於小儀生病，該日節目由王郁和森美主持。
- 雲海透露903在4月尾會轉節目，森美小儀會轉日間節目，4月中會是雲海最後一次上架勢堂。
- 森美2009年4月13日至16日到雲南作親善探訪，其位置由迪偉暫代。
- 小儀在4月16日節目中公佈2009年4月24日將會是本節目的最後一天。
- 4月20日再次交代節目會轉時間。森美表示時間可能是早上，但他明白到很多聽眾早上都要上班或上學，會聽不到他們的節目，知道聽眾因而感到不快樂，所以許下承諾，轉節目第一件事要做的，就是要令到各位聽眾都能聽到他倆的節目。因為他認為聽眾聽他的節目是「俾面」主持人，所以他們一定會賞面。
- 節目最後一個星期，主持人稱其為「退堂」，邀請嘉賓和重溫經典環節。可是小儀因為紅眼症，缺席星期一和星期二的節目。
- 退堂節目  4月20日 雲海為節目代主持 ; 4月21日 蘇民峰作嘉賓 ;4月22日 重溫你知道唔知道
- 2009年4月24日架勢堂播放最後一集，節目完結前2分鐘，網民於my903.com forum架勢堂板面進行洗板，表達對架勢堂的不捨。而該時段my903.com上線人數達至1,400多人，網民一起送別架勢堂。

## 外部連結
- 商業電台官方網站 （页面存档备份，存于）
- My903交流區 - 架勢堂 （页面存档备份，存于）

| 香港商業電台 叱咤903商業二台節目 |                                              |                           |
| 上一節目 -                       | 架勢堂 2005年1月17日－2009年4月24日          | 下一節目 嘩嘩嘩打到嚟！   |
| 前一節目： 叱咤叱咤叱咤咤        | 叱咤903商業節目 星期一至星期五晚上10時至12時 | 下一節目： 嘩嘩嘩打到嚟！ |